# Polnische Badmintonmeisterschaft 1997
Die Polnische Badmintonmeisterschaft 1997 fand vom 30. Januar bis zum 1. Februar 1997 in Głubczyce statt. Es war die 33. Austragung der Titelkämpfe.

## Medaillengewinner
| Disziplin    | Gold                                                                     | Silber                                                               | Bronze |
| ------------ | ------------------------------------------------------------------------ | -------------------------------------------------------------------- | --- |
| Herreneinzel | Jacek Niedźwiedzki (SKB Suwałki)                                         | Dariusz Zięba (Polonez Warszawa)                                     | Michał Łogosz (Bizon Płock) Marcin Zejmowicz (Ruch Piotrków Trybunalski)                                                                     |
| Dameneinzel  | Katarzyna Krasowska (Technik Głubczyce)                                  | Dorota Grzejdak (Pobrzeże Koszalin)                                  | Sylwia Bochat (Zremb Solec Kujawski) Barbara Kulanty (Ruch Piotrków Trybunalski)                                                             |
| Herrendoppel | Jerzy Dołhan (Technik Głubczyce) Damian Pławecki (Technik Głubczyce)     | Robert Mateusiak (Polonez Warszawa) Dariusz Zięba (Polonez Warszawa) | Zbigniew Serwetnicki (Technik Głubczyce) Przemysław Wacha (Technik Głubczyce) Michał Cybulski (Bizon Płock) Robert Kowalczyk (Bizon Płock)   |
| Damendoppel  | Dorota Borek (Technik Głubczyce) Katarzyna Krasowska (Technik Głubczyce) | Bożena Haracz (AZS PŚ Gliwice) Beata Syta (Polonez Warszawa)         | Monika Bieńkowska (Bizon Płock) Katarzyna Boczek (Bizon Płock) Kinga Rudolf (Kolejarz Częstochowa) Agata Stelmaszczyk (Kolejarz Częstochowa) |
| Mixed        | Damian Pławecki(Technik Głubczyce) Dorota Borek (Technik Głubczyce)      | Jerzy Dołhan (Technik Głubczyce) Bożena Haracz (AZS PŚ Gliwice)      | Robert Mateusiak (Polonez Warszawa) Sylwia Rutkiewicz (Polonez Warszawa) Michał Łogosz (Bizon Płock) Monika Bieńkowska (Bizon Płock)         |